# 埃米利奥·萨拉菲亚
埃米利奥·萨拉菲亚（義大利語：Emilio Salafia，1910年10月10日—1969年5月24日），意大利前男子击剑运动员。他曾代表意大利参加1928年和1932年夏季奥林匹克运动会击剑比赛，共收获两枚银牌。